# Cryptoleucopteryx plumbea
Cryptoleucopteryx plumbea là một loài chim trong họ Accipitridae. Chúng thường được tìm thấy ở Colombia, Ecuador, Panama, và Peru.